# Лион, Дмитрий Борисович
Дми́трий Бори́сович Лио́н (17 марта 1925, Калуга — 14 сентября 1993, Москва) — советский художник и график.

## Биография и творчество
Родился 17 марта 1925 года в Калуге в семье адвоката Бориса Сергеевича Лиона (1899—1935), члена Калужской губернской коллегии защитников. Внук Соломона (Сергея) Ефремовича Лиона, адвоката, публициста и редактора. Внучатый племянник гражданского инженера и архитектора Иосифа Ефремовича Лиона и врача-психиатра и невролога Михаила Ефремовича Лиона. После переезда в Москву учился в художественной школе № 1, потом на графическом факультете МАРХИ; жил в Мытищах. В начале Великой Отечественной войны был с матерью Рахилью Абрамовной Лион (1900—1978), экономистом, эвакуирован в Красноуральск, откуда в 1943 году был призван на фронт.
В 1953 году, после демобилизации по ранению, поступил в Московский полиграфический институт, где учился у Павла Захарова и Ивана Чекмазова. В 1958 году Лион закончил учёбу, однако его последующая судьба как художника книги оказалась чрезвычайно сложной. Его концепция свободного рисования в книге, ассоциативного иллюстрирования, не стесненного буквальным следованием тексту («Художник не о6язан идти за автором, он обязан не идти за автором», — утверждал Лион), идеи единства письма и рисунка и мечты о целиком рисованной книге слишком опережали своё время. Многие замыслы по оформлению книг остались неосуществленными.
В 1958-м вступил Горком графиков. В 1959 стал лауреатом первой премии Международной выставки искусства книги в Лейпциге. В МОСХ Лион вступил почти через 20 лет, уже признанным педагогом и художником.
Его нельзя отнести ни к андеграунду, ни к нон-конформизму, ни к советской официальной школе — Лион, как и подобает настоящему философу, стоит в стороне от всех течений и идеологий. Художник создаёт графические циклы: «Судьбы русских поэтов», «Благословите идущих», «Шествие», монументальный триптих памяти Януша Корчака, «Библейский цикл», плодотворно работал в области книжной иллюстрации.
Сотрудничал с журналом «Знание — сила», «Химия и жизнь»

## Работы Д. Лиона находятся в собраниях
- Государственная Третьяковская галерея, Москва;
- Государственный музей изобразительных искусств им. А. С. Пушкина, Москва;
- Музей нонконформизма, Москва;
- Музей АРТ4, Москва;
- Государственный центр современного искусства, Москва;
- Лондонская королевская галерея, Лондон, Великобритания;
- Музей современного искусства, Луизиана, Дания;
- Художественный музей, Мадрид, Испания;
- Национальный музей, Токио, Япония;
- Омский областной музей изобразительных искусств, Омск;
- Красноярский художественный музей, Красноярск;
- Екатеринбургский художественный музей, Екатеринбург;
- Томский областной художественный музей, Томск;
- Тюменский художественный музей, Тюмень;
- Дальневосточный художественный музей;
- Художественная галерея, Калининград;
- Магнитогорская картинная галерея;
- Собрание Пермского областного творческого центра;
- Одесский литературный музей, Одесса, Украина;
- Галереи и частные собрания в Великобритании, Австрии, Италии, США, Германии, Франции.

## Выставки
- 1976 — XII выставка московских художников книги. Выставочный зал на Кузнецком мосту, Москва
- 1978 — XIV выставка московских художников книги. Выставочный зал на Кузнецком мосту, Москва
- 1979 — «Офорт и книга». Выставочный зал на Малой Грузинской, Москва
- 1982 — «Эмигранты, конформисты и нонконформисты». Париж, Франция
- 1982 — VI всесоюзная выставка книжной иллюстрации. Москва
- 1983 — «Акварель, рисунок, эстамп». Выставочный зал на Малой Грузинской, Москва
- 1987 — «Художник и современность», Москва
- 1987 — «Современный московский рисунок». ЦДХ, Москва
- 1989 — Выставка московских художников. Галерея Карен Новиковски, Вена, Австрия
- 1989 — Рисунки из московских мастерских (Париж)
- 1989 — «Новая реальность». Равенна, Италия
- 1990 — «АнтиСПИД». МДМ, Москва
- 1990 — «Дмитрий Лион». Иерусалим, Израиль
- 1990 — «Художники Ветхого завета». Вильнюс — Шяуляй, Литва
- 1990 — Выставка графики. Нью-Йорк, США
- 1990 — «АРТ-МИФ»-1. ЦДХ, Москва
- 1990 — «Дмитрий Лион. Шествие». ЦДХ, Москва
- 1991 — «Другое искусство». ГТГ, Москва; Русский музей, СПб
- 1991 — «АРТ-МИФ»-2. Манеж, Москва
- 1991 — «Русские художники». Галерея Стопэн, Париж, Франция
- 1991 — «Московские художники». Галерея Синдзюки, Токио, Япония
- 1991 — «Офорты из библейского цикла». Иерусалим, Израиль
- 1992 — «Диаспора-II». ЦДХ, Москва
- 1992 — «Московский романтизм». ЦДХ, Москва
- 1991 — «Знаете ли вы эти имена?». Эрфурт, Германия
- 1992 — «Известные мастера из Москвы». Париж, Франция
- 1991 — К 80-летию музея. ГМИИ им А. С. Пушкина, Москва
- 1993 — Московские художники, новые поступления (ГМИИ им. А. С. Пушкина)
- 1993 — «Искусство от 60-х до 90-х годов». Оснабрюк, Германия
- 1994 — Персональная выставка (Галерея «А — 3», Москва)
- 1994 — Выставка собрания компании «Мосэкспо». Тверская, 21, Москва
- 1994 — «Дмитрий Лион. Графика». Калужский художественный музей, Калуга
- 1994 — «Современная графика России». ЦДХ, Москва
- 1994 — «Нет — и конформисты». Национальный музей, Варшава, Польша
- 1995 — «Дмитрий Лион. Офорты». ГМИИ им. А. С. Пушкина, Музей личных коллекций, Москва
- 1995 — «Русские еврейские художники». Еврейский музей, Нью-Йорк, США
- 1996 — «Нон-конформисты». Русский музей, СПб.
- 1996 — «Дмитрий Лион». Международная биеннале графики. Калининградская картинная галерея, Калининград
- 1996 — Персональная выставка. ГМИИ им. А. С. Пушкина, Москва
- 2005 — «Дмитрий Лион. Мироздание белого». ГТГ в Лаврушенском пер., Москва
- 2005 — «Памяти Дмитрия и Лили Лион». Арт-ярмарка «Лучшие художественные галереи». Международный информационно-выставочный центр «Инфопространство», Москва
- 1995 — «Русские еврейские художники». Еврейский музей, Нью-Йорк, США
- 2007 — Графика Дмитрия Лиона. Музей актуального искусства ART4.RU